# Les Angles-sur-Corrèze
Les Angles-sur-Corrèze – miejscowość i gmina we Francji, w regionie Nowa Akwitania, w departamencie Corrèze.
Według danych na rok 1990 gminę zamieszkiwało 111 osób, a gęstość zaludnienia wynosiła 23 osoby/km² (wśród 747 gmin Limousin Les Angles-sur-Corrèze plasuje się na 502. miejscu pod względem liczby ludności, natomiast pod względem powierzchni na miejscu 647.).

## Populacja

Populacja Les Angles-sur-Corrèze w latach 1962–2008